# Idotasia
Idotasia är ett släkte av skalbaggar. Idotasia ingår i familjen vivlar.

## Dottertaxa tillIdotasia, i alfabetisk ordning[1]
- Idotasia aeneoniveus
- Idotasia aequalis
- Idotasia albidosparsa
- Idotasia amphoralis
- Idotasia ampliata
- Idotasia anthrax
- Idotasia bakeri
- Idotasia bicolor
- Idotasia binotatus
- Idotasia bryani
- Idotasia caesipes
- Idotasia caudatus
- Idotasia convexa
- Idotasia coriarius
- Idotasia cribrata
- Idotasia cribricollis
- Idotasia crinipes
- Idotasia cuneata
- Idotasia densata
- Idotasia difficilis
- Idotasia dilaticollis
- Idotasia diversicollis
- Idotasia ebriosa
- Idotasia egena
- Idotasia ellipticas
- Idotasia ephippiata
- Idotasia evanida
- Idotasia femoralis
- Idotasia gibbirostris
- Idotasia heteropunctatus
- Idotasia honesta
- Idotasia humeralis
- Idotasia illex
- Idotasia illita
- Idotasia immaculata
- Idotasia impar
- Idotasia inclusa
- Idotasia insignis
- Idotasia jekeli
- Idotasia laeta
- Idotasia melas
- Idotasia mendax
- Idotasia merophysioides
- Idotasia montivaga
- Idotasia morokensis
- Idotasia nasuta
- Idotasia neglecta
- Idotasia oblonga
- Idotasia obnixa
- Idotasia paucisquamosa
- Idotasia polita
- Idotasia posthumeralis
- Idotasia pulchella
- Idotasia pulicarius
- Idotasia pusilla
- Idotasia rostralis
- Idotasia rufipennis
- Idotasia salubris
- Idotasia samoana
- Idotasia scaphioides
- Idotasia sculptirostris
- Idotasia seclusa
- Idotasia sejuncta
- Idotasia sellata
- Idotasia semicribrosus
- Idotasia semirubra
- Idotasia serratipes
- Idotasia similis
- Idotasia solida
- Idotasia squamigera
- Idotasia squamosa
- Idotasia striatipennis
- Idotasia submetallicus
- Idotasia subrubricollis
- Idotasia vana
- Idotasia zonatus